# Coral (música)

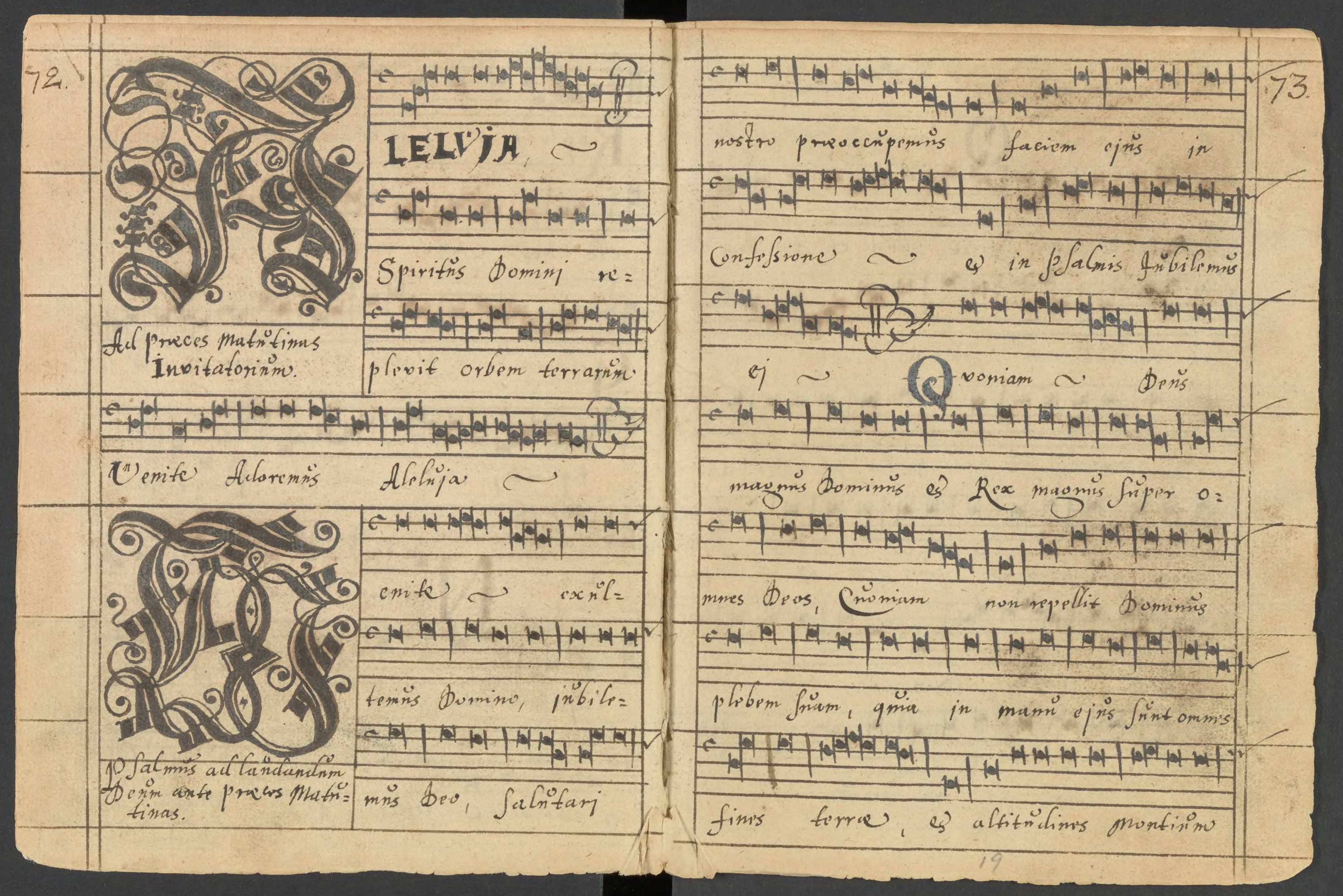
Una página del libro de corales del archivo de la iglesia Ålem (Suecia). Año 1645.

El término coral se utilizaba originalmente para designar los cantos victóricos que tenían lugar en la liturgia de la Iglesia Occidental, como, por ejemplo, el canto gregoriano.
También se puede decir que la música coral es la música cantada por un grupo de personas que cantan como una unidad. 
Generalmente el término música coral señala que hay dos o más cantantes por cada voz mientras que el término canción se usa para la música vocal con un solo cantante por cada parte.
En el siglo XIV se distinguía entre los cantos corales o eclesiásticos (cantus choralis sive ecclesiasticus) y los cantos figurales (cantus figuralis). Los primeros eran monódicos y eran interpretados por la Schola (de ahí el término coral). Los segundos correspondían a la música polifónica interpretada en la iglesia.
A partir del siglo XV se empezó a usar el término coral para referirse al himno eclesiástico de la Iglesia Luterana, sobre todo a su cantus firmus o a su melodía (ver coral luterano). Más adelante, en el siglo XVIII, se llamó corales a los cantos de la Iglesia Protestante en general. Igualmente se comenzó a llamar también corales a las piezas de órgano que utilizan como base un coral o un tema con características similares a las de un coral, como, por ejemplo, los tres corales de César Franck.
Desde el siglo XX se utiliza el término para designar partituras comunes  homofónicas con melodías principalmente diatónicas y ritmo sencillos, similares a muchos de los corales en estilo cancional encontrados en las cantatas y oratorios barrocos. Sin embargo, aunque muchos de los corales barrocos tienen estas mismas características, no se debe confundir el coral luterano con este tipo de piezas, pues en el primero la melodía es lo más importante y no el manejo homofónico (no siempre presente) de las voces.